# Haenel MK 556
Das MK 556 ist ein Sturmgewehr des Suhler Waffenherstellers C. G. Haenel. Die Waffe basiert auf der Konstruktion des AR-15.

## Beschreibung
Das MK 556 ist ein Gasdrucklader mit Drehkopfverschluss und kurzem Gaskolbenhub im Kaliber 5,56 × 45 mm NATO. Es weist Parallelen zum zivilen Selbstladegewehr Haenel CR223 auf. Serienmäßig ist es mit 4 NATO-Schienen ausgerüstet, an die beliebiges Zubehör montiert werden kann, so optische Visiere und auch ein klappbares offenes Visier. Die Feuerwahl- und Sicherungshebel sind beidhändig bedienbar, und Gasabnahme verstellbar. Es sind die Lauflängen 408 mm, 368 mm, 318 mm und 266 mm verfügbar. Der Name der Waffe nimmt Bezug auf das Wort MaschinenKarabiner und das verwendete Kaliber. Eine direkte Grundlage des MK 556 ist das Sturmgewehr Caracal CAR 816 des Haenel-Mutterkonzerns Caracal International.

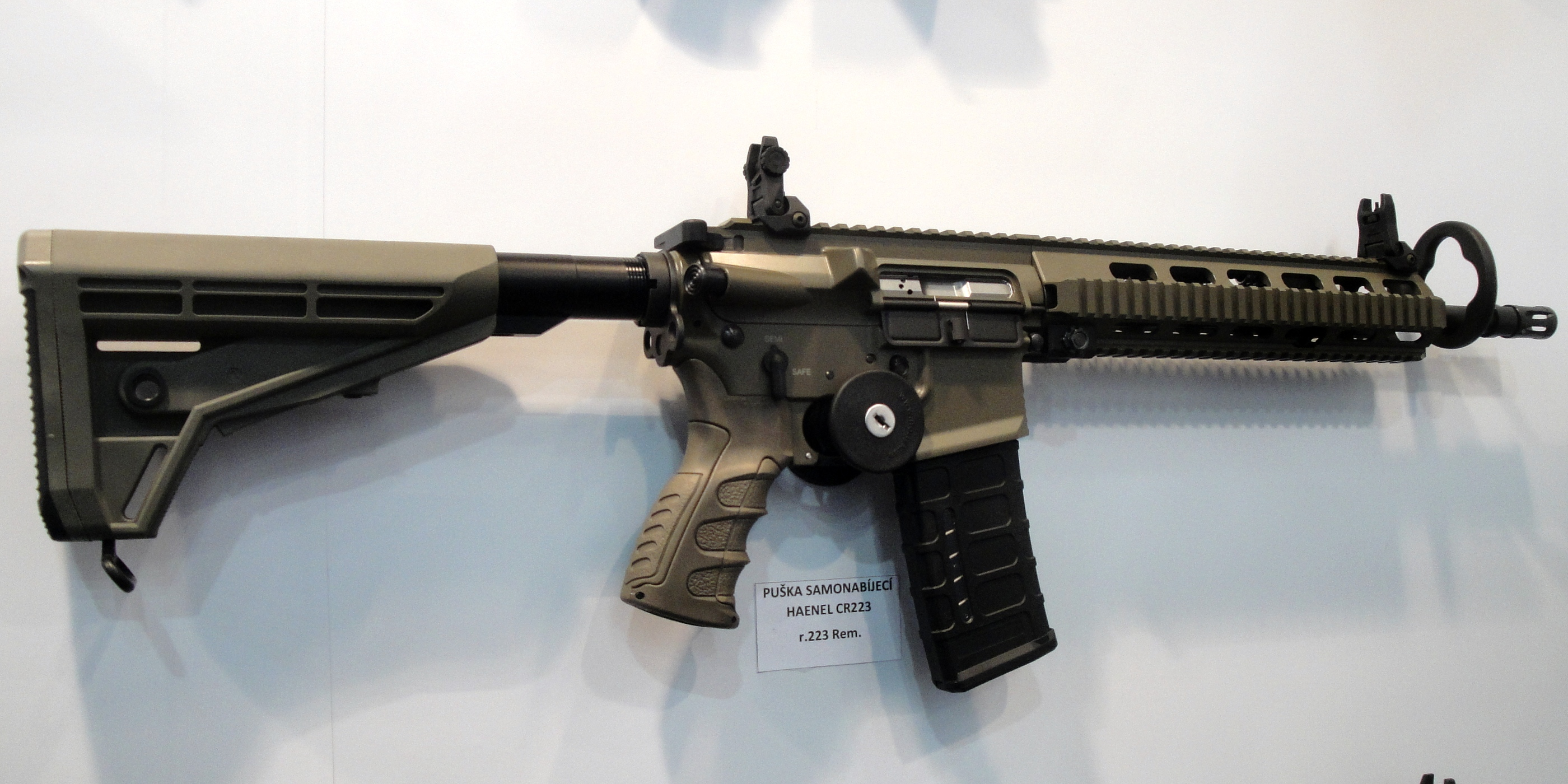
Haenel CR 223
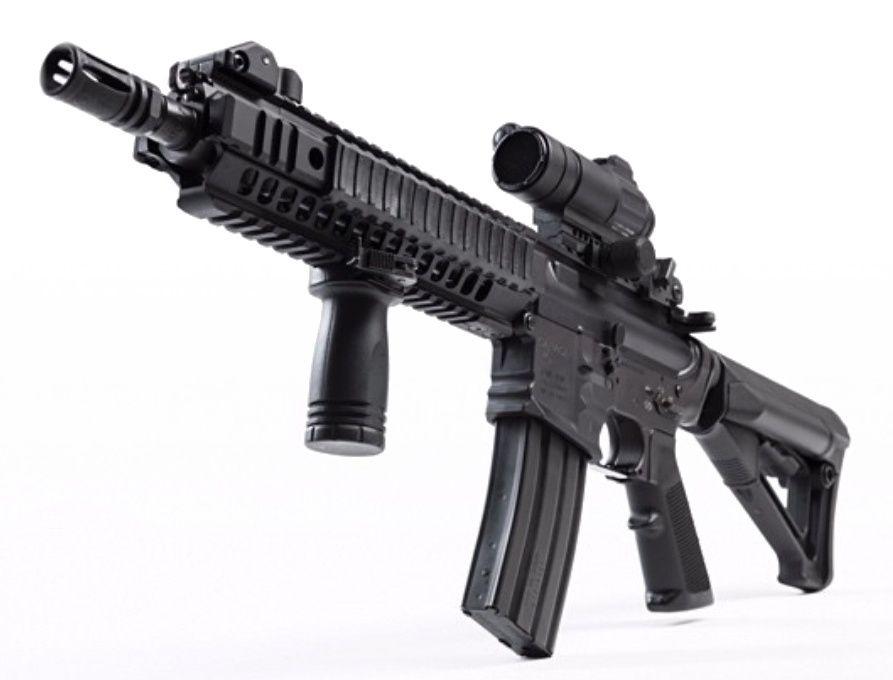
StGw CAR 816

## Geschichte
Seit 2016 beliefert Haenel die Bundeswehr bereits mit dem Scharfschützengewehr G29, das jedoch in wesentlich geringeren Stückzahlen produziert wird. Im Oktober 2019 orderte die polnische Polizei 546 Sturmgewehre des Typs MK 556 über die Handelsgesellschaft UMO, einer Tochter der staatlichen Rüstungsholding Polska Grupa Zbrojeniowa, um damit HK416-Gewehre zu ersetzen. Die halbautomatische Version des MK 556, das CR 223, ist bereits bei der sächsischen Polizei im Einsatz.
Am 4. Januar 2024 gab die deutsche Bundesregierung bekannt, 5.000 Sturmgewehre MK 556 als militärische Unterstützungsleistung der Ukraine im Krieg gegen Russland zu liefern.

## Vergabeverfahren „System Sturmgewehr“ der Bundeswehr
Im September des Jahres 2020 hatte das MK 556 das vom Beschaffungsamt der Bundeswehr (BAAINBw) eröffnete Vergabeverfahren „System Sturmgewehr“ für die zukünftige Ordonnanzwaffe der Bundeswehr gewonnen. Gefordert wurde ein Sturmgewehr im Kaliber 5,56 × 45 mm NATO oder 7,62 × 51 mm NATO mit beidseitigen Bedienelementen, einem Höchstgewicht von 3,6 kg und einer Lebensdauer von mindestens 30.000 Schuss (Lauf: 15.000 Schuss) sowie Varianten mit langem und kurzem Lauf. Das erste Los sollte ursprünglich im III. Quartal 2020 geliefert werden. Die Bundeswehr sah einen Anschaffungsbedarf von 120.000 Ordonnanzwaffen, bei einem zunächst angegebenem Auftragswert von 250 Millionen Euro. Damit sollte das MK 556 das Sturmgewehr HK G36 des Herstellers Heckler & Koch (H&K) in dieser Position ablösen.
Als Konkurrenzmodelle hatten neben dem MK 556 noch das HK416 und das HK433, mit denen sich H&K beworben hatte, am vorläufigen Ende des Vergabeverfahrens in der engeren Auswahl gestanden. Ursprünglich bewarben sich auch SIG Sauer und eine Kooperation zwischen Rheinmetall und Steyr Mannlicher mit jeweils eigenen Modellen. SIG Sauer und Rheinmetall/Steyr schieden jedoch mit Hinweisen auf eine aus ihrer Sicht unfaire Ausgestaltung des Vergabeverfahrens aus. Als im September 2020 das Vergabeverfahren entschieden schien, reichte H&K Beschwerde ein. Durch die Vergabebeschwerde Heckler & Kochs kam zutage, dass beide Bieter im Verfahren die Angebotssummen deutlich gesenkt hatten – H&K auf 179 Millionen Euro, Haenel auf etwa 130 Millionen Euro. Berichtet wurde, dass es illegale Preisabsprachen zwischen dem Beschaffungsamt der Bundeswehr und Haenel selbst gab.
Im Oktober 2020 wurde der Produktionsauftrag aufgrund eines Nachprüfungsantrags des unterlegenen Bieters H&K schließlich gestoppt. H&K reklamierte eine Patentrechtsverletzung. Laut Bewertung von H&K beging Haenel eine Patentverletzung bei der „Over the beach“-Fähigkeit. Dabei soll es sich um ein H&K-Patent handeln, das die Schussfähigkeit der Waffe nach dem Auftauchen aus dem Wasser betrifft. Die entsprechende Klage von H&K bezieht sich allerdings auf das CR 223, und laut Haenel verletzt das MK 556 das entsprechende Patent nicht. Zu diesem Patentstreit lief Stand Juli 2021 ein Verfahren vor dem Landgericht Düsseldorf. Das Bundesministerium der Verteidigung (BMVg) teilte jedoch die Einschätzung hinsichtlich der Patentverletzung und schloss Haenel daraufhin vom Vergabeverfahren aus. Haenel stellte einen Antrag, um wieder am Vergabeverfahren teilzunehmen. Im Juni 2021 lehnte das Bundeskartellamt (BKartA) jenen Antrag ab und verwies darauf, dass die letzte Senkung der Angebotssumme, durch die Haenel seinen Konkurrenten Heckler & Koch preislich unterboten hatte, laut deutschem Vergaberecht nicht mehr zulässig gewesen war. Im Jahr 2022 scheiterte C. G. Haenel mit einer Beschwerde in letzter Instanz vor dem Oberlandesgericht Düsseldorf.

### Kritik
Interne Gutachten bei der Bundeswehr bescheinigen dem MK 556 schlechtere Eigenschaften als dem HK416-Gewehr von Heckler und Koch. Diese Fakten sollen ebenfalls beim Vergabeprozess unterschlagen worden sein.
Anfang Oktober 2020 äußerten die Bundestagsabgeordneten Tobias Lindner (Grüne) und Marie-Agnes Strack-Zimmermann (FDP) ihre Bedenken gegen die Beschaffung, weil durch einen etwaigen Abfluss von Gewinnen aus dem Geschäft an Caracal International die arabische Militärintervention im Huthi-Konflikt im Jemen angeblich unterstützt werden könnte. Lindner ergänzte später: „Wenn der Gewinn für den Bundeswehrauftrag im Unternehmen verbleiben sollte, ist das weniger bedenklich.“ Der Thüringer FDP-Landtagsabgeordnete Robert-Martin Montag bezeichnete die Kritik von Lindner und Strack-Zimmermann als absurd; folgte man der Argumentation, dürfe man auch kein Öl aus Saudi-Arabien importieren oder Autos von Mercedes-Benz kaufen, weil Kuwait an Daimler beteiligt sei – beides ebenfalls an der Militärintervention beteiligte Staaten.